# Villegusien-le-Lac
Villegusien-le-Lac is een gemeente in het Franse departement Haute-Marne (regio Grand Est). De plaats maakt deel uit van het arrondissement Langres. De huidige gemeente is op 1 januari 2016 ontstaan uit de fusie van de bestaande gemeente Villegusien-le-Lac en de gemeente Heuilley-Cotton, die beide de status van commune déléguée kregen. Villegusien-le-Lac telde op 1 januari 2022 993 inwoners.

## Geografie
De oppervlakte van Villegusien-le-Lac bedroeg op 1 januari 2022 40,03 vierkante kilometer; de bevolkingsdichtheid was toen 24,8 inwoners per km².

## Demografie
Onderstaande figuur toont het verloop van het inwonertal (bron: INSEE-tellingen).